# قیمت اختیار معامله
قیمت اختیار معامله (انگلیسی: Valuation of options) در دانش مالی به مبلغی اطلاق می‌شود که خریدار اختیار معامله به‌سبب قرارداد اختیار معامله برای کسب حق خرید یا اختیار فروش، به فروشنده اختیار، پرداخت میکند، که گاهی به آن "حق شرط" نیز گفته می‌شود. به‌عبارت دیگر، قیمت اختیار معامله، عوضی است که خریدار قبول می‌کند، برای به‌دست آوردن حق خرید یا فروش به فروشنده پرداخت کند. میزان این عوض در بازار تحت تأثیر عاملهای گوناگونی مانند زمان سررسید قرارداد، قیمت توافقی خرید یا فروش در آینده، نوسان قیمت دارایی پایه در بازار، نرخ بهره و سود تقسیمی مورد انتظار در طول دوره عمر اختیار معامله تعیین میشود.